# Cottonport
Cottonport és una població dels Estats Units a l'estat de Louisiana. Segons el cens del 2021 tenia 1.977 habitants.

## Demografia
Segons el cens del 2000, Cottonport tenia 2.316 habitants, 770 habitatges, i 549 famílies. La densitat de població era de 453,9 habitants/km².
Dels 770 habitatges en un 40,9% hi vivien nens de menys de 18 anys, en un 38,8% hi vivien parelles casades, en un 27,4% dones solteres, i en un 28,7% no eren unitats familiars. En el 26,9% dels habitatges hi vivien persones soles el 13% de les quals corresponia a persones de 65 anys o més que vivien soles. El nombre mitjà de persones vivint en cada habitatge era de 2,73 i el nombre mitjà de persones que vivien en cada família era de 3,26.
Per edats la població es repartia de la següent manera: un 32,3% tenia menys de 18 anys, un 9,5% entre 18 i 24, un 29,5% entre 25 i 44, un 18,7% de 45 a 60 i un 9,9% 65 anys o més.
L'edat mediana era de 31 anys. Per cada 100 dones de 18 o més anys hi havia 64,8 homes.
La renda mediana per habitatge era de 18.973 $ i la renda mediana per família de 21.888 $. Els homes tenien una renda mediana de 21.597 $ mentre que les dones 18.542 $. La renda per capita de la població era de 9.507 $. Entorn del 34,5% de les famílies i el 40,2% de la població estaven per davall del llindar de pobresa.

## Poblacions més properes
El següent diagrama mostra les poblacions més properes.